# Robert Bruce Merrifield
Robert Bruce Merrifield (ur. 15 lipca 1921 w Fort Worth, Teksas, zm. 14 maja 2006 w Cresskill, New Jersey) – amerykański chemik, laureat Nagrody Nobla z chemii.
Urodził się w Teksasie, natomiast dorastał w Kalifornii. Stopień doktora chemii uzyskał w 1949 r. na Uniwersytecie Kalifornijskim w Los Angeles, po czym przeniósł się do Rockefeller Institute for Medical Research (od 1965 r. Uniwersytet Rockefellera), w którym pozostał do końca życia.
W 1959 rozpoczął prace nad opracowaniem syntezy peptydów na podłożu stałym. Pierwszy artykuł na ten temat ukazał się w 1963 roku w czasopiśmie Journal of the American Chemical Society. Opracowaną przez siebie metodą zsyntetyzował rybonukleazę A A, o takiej samej aktywności enzymatycznej jak produkt naturalny. Dowiódł w ten sposób, że możliwa jest chemiczna synteza aktywnego enzymu z aminokwasów oraz że struktura pierwszorzędowa białka determinuje jego strukturę trzeciorzędową.
W 1972 r. został przyjęty do amerykańskiej National Academy of Sciences. Za opracowanie i rozwój metod syntezy na podłożu stałym otrzymał w 1984 r. Nagrodę Nobla w dziedzinie chemii. Opracowany przez niego pierwszy nośnik, użyty w syntezie peptydów, nazwany został żywicą Merrifielda.
Był jedynym synem George'a E. Merrifielda i Lorene z domu Lucas. Był żonaty z Elizabeth (z którą wspólnie pracował), mieli sześcioro dzieci.